# Oregon (Illinois)
Oregon település az Amerikai Egyesült Államok Illinois államában, Ogle megyében, melynek megyeszékhelye is. Lakosainak száma 3604 fő (2020. április 1.).

## Népesség
A település népességének változása:

| 2010 | 3 721 |
| 2020 | 3 604 |